# Cerco de Almeida (1810)
Este Cerco de Almeida ocorreu entre 15 e 28 de Agosto de 1810, no início da Terceira Invasão Francesa. A praça-forte de Almeida estava sob o comando do Coronel William Cox. As forças sitiantes eram as unidades que constituíam o VI CE sob comando do Marechal Ney. Uma forte explosão no paiol deixou a praça sem meios de defesa e, perante a reacção adversa de alguns oficiais portugueses, Cox acabou por aceitar a capitulação. A guarnição entregou a praça aos franceses no dia 28 de Agosto.

## O Campo de Batalha
Almeida é uma vila portuguesa pertencente ao Distrito da Guarda, no norte da Beira Interior. Tem cerca de 1 500 habitantes. A parte antiga da vila encontra-se dentro das muralhas da fortaleza que começou a ser construída durante as Guerras da Restauração. O terreno em que assenta a fortaleza, onde se erguia um antigo castelo medieval, é rochoso e, por isso, difícil de trabalhar (construir trincheiras, cavar túneis, etc.).
A fortaleza de Almeida é uma das mais imponentes de Portugal. Situa-se numa pequena colina que é a mais alta da região. Embora se pretendesse que a fortaleza proporcionasse protecção para a antiga ponte que atravessava o Rio Côa, aquela situava-se a 2 km e não podia ser vista da fortaleza. Ao longo dos séculos, Almeida desempenhou um papel importante na defesa da fronteira.

## Antecedentes
Por duas vezes as tropas francesas tinham entrado em Portugal e tinham sido expulsas. Napoleão não desistiu, no entanto, de pôr em prática o sistema que ficou conhecido como Bloqueio Continental e, por essa forma, isolar o Reino Unido, diplomática e economicamente. Para atingir esse objectivo necessitava de dominar Portugal. Nomeou Massena, um dos seus mais famosos marechais, para comandar a nova força invasora. A rota de invasão escolhida foi a que partia de Salamanca até Lisboa passando por Ciudad Rodrigo, Almeida, Coimbra.
Após a conquista da praça de Ciudade Rodrigo, Almeida seria o primeiro obstáculo a vencer. O corpo de tropas que iria pôr cerco a esta praça, no entanto, teve de enfrentar as tropas da Divisão Ligeira, sob o comando de Robert Craufurd, e travar o Combate do Côa para expulsá-las para ocidente daquele rio. Só então foi possível montar o cerco a Almeida. Para Massena era indispensável dominar esta praça forte. Prosseguir na sua rota para Lisboa sem a controlar significava deixar para trás uma forte guarnição inimiga capaz de atacar a sua retaguarda e cortar a linha de comunicações com a sua base de ataque.

## As forças em presença

### Forças portuguesas
No interior da fortaleza estavam alguns elementos da população que não tinha abandonado a vila e uma guarnição militar com cerca de 4.700 homens, sob comando do Coronel William Cox, oficial britânico ao serviço do Exército Português, que desempenhava então as funções de comandante do Regimento de Infantaria 24 (RI 24). Como segundo comandante da guarnição estava o Tenente-Rei (era este o nome então usado para este cargo) Coronel Francisco Bernardo da Costa e Almeida. As forças defensoras eram as seguintes:
- Regimento de Infantaria 24 (de Bragança) – 1.200
- Regimento de Milícias de Arganil – 1.000
- Regimento de Milícias de Trancoso – 1.000
- Regimento de Milícias da Viseu – 1.000
- 3 baterias do Regimento de Artilharia 4 – 400
- 1 esquadrão do Regimento de Cavalaria 11 – 61

A fortaleza de Almeida estava gurnecida com mais de 100 bocas de fogo de artilharia, sendo 40 delas de calibres mais pesados (18 libras ou superiores).

### Forças francesas
O cerco foi efectuado pelo VI CE sob comando do Marechal Ney.
O VI CE tinha um efectivo total de 14.000 homens de infantaria, 1.000 de cavalaria, 1.000 de artilharia; dispunha de 100 bocas de fogo de artilharia (50 eram artilharia de cerco).

## As Operações

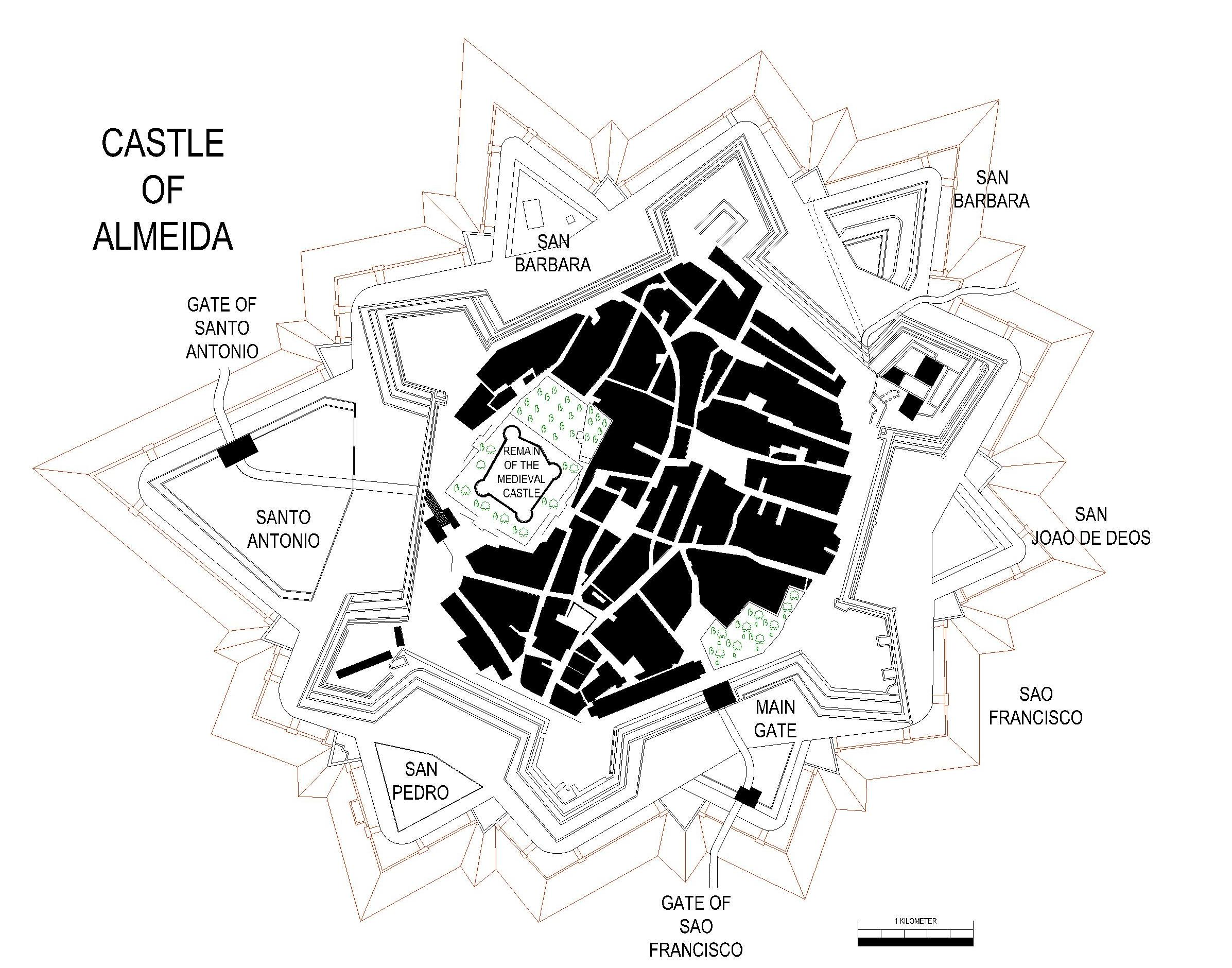
Praça-Forte de Almeida, Portugal

No mesmo dia em que se travou o Combate do Côa, os franceses fizeram entregar uma carta ao governador da fortaleza, na qual se exigia a entrega da praça. William Cox não aceitou a rendição e deixou claro que pretendia resistir o máximo de tempo possível. 
Almeida estava bem guarnecida de alimentos e munições. Wellington esperava que aquela praça resistisse pelo menos até meados de Setembro, época do ano em que normalmente começavam as chuvas que deixavam as estradas intransitáveis. Aos franceses seriam assim criadas dificuldades adicionais para avançarem em direcção a Lisboa e para serem abastecidos. Além disso, o tempo ganho era importante para a continuação dos trabalhos de preparação das Linhas de Torres Vedras. Por isso, a praça tinha sido preparada, no que respeita a pólvora, munições e abastecimentos, para resistir muito tempo.
A quase totalidade da pólvora e munições estava armazenada nas dependências à prova de bomba do antigo castelo. À excepção de algumas covas ou cacifos húmidos que se situavam num dos baluartes, não havia outros armazéns para depósito da pólvora. Isto significava que teria de ser feito o transporte frequente dos barris de pólvora entre as dependências do castelo e os baluartes onde se encontrava a artilharia. 
Os generais franceses escolheram o baluarte de S. Pedro (na parte Sudoeste da praça) como o que oferecia as melhores condições para o ataque. Até ao dia 15 de Agosto esperaram que chegasse de Ciudad Rodrigo o trem de cerco (artilharia pesada, ferramentas adequadas aos trabalhos de engenharia, etc.) e respectivas munições e pólvora, sem os quais seria difícil conquistar a praça de Almeida. Foi construída uma primeira paralela (trincheira) a cerca de 550 metros do baluarte de S. Pedro. De Salamanca vieram milhares de sacos para encher de terra. A trincheira teria de ser formada em grande parte à custa destes materiais porque o solo era de natureza rochosa e muito difícil de escavar. Da fortaleza procurava-se, pelo fogo da artilharia, dificultar ao máximo a execução dos trabalhos de cerco. Tentaram construir uma segunda paralela no dia 24 de Agosto, mas  o fogo pesado da artilharia da praça não lhes permitiu a realização desse trabalho. Só no dia 26 de Agosto conseguiram terminar a instalação das bocas de fogo de artilharia (11 baterias; mais de 50 bocas de fogo) ao longo da primeira paralela.

Localização do Município de Almeida

As baterias abriram fogo às 06H00 do dia 26 de Agosto. Foram disparados ao longo do dia 6.177 granadas de artilharia e foram consumidas à volta de nove toneladas de pólvora. Cerca das 19H00, uma granada francesa explodiu no pátio do castelo e provocou a ignição de um trilho de pólvora que um barril mal vedado, dos que andavam a ser transportados para os baluartes, tinha deixado entre o castelo e o baluarte para onde fora transportado. Um barril foi atingido pela combustão da pólvora e explodiu, transmitindo a explosão aos outros barris de pólvora e cartuchos de infantaria (cerca de um milhão) que se encontravam armazenados no castelo.
Nessa explosão morreram à volta de 500 homens (cerca de 200 eram artilheiros), e os danos materiais foram muito grandes. Quando se deu a explosão, grandes blocos de pedra foram projectados até às trincheiras francesas tendo ferido e provocado a morte de alguns soldados. Algumas armas, das de maior calibre, foram empurradas das suas posições, com a força da explosão. Uma parte da povoação de Almeida desapareceu e o resto ficou muito danificado. Só seis casas tinham conservado os seus telhados. Ainda existiam 4.000 homens para a defesa da praça mas apenas dispunham de trinta e nove barris de pólvora, umas centenas de projécteis de artilharia e cerca de 600.000 cartuchos para os mosquetes (150 tiros por homem). Apenas 200 artilheiros tinham sobrevivido à explosão. Era manifestamente insuficiente para manter os franceses longe das muralhas mas Cox resolveu prolongar a resistência, tanto quanto possível. 
Às 09H00 do dia 27 de Agosto, um enviado de Massena foi até à fortaleza para falar com Cox e convencê-lo a render-se. Cox concordou em enviar uma delegação a encontrar-se com Massena para saber as condições em que era concedida a capitulação. Entretanto alguns oficiais portugueses que faziam parte do estado-maior de Massena – principalmente o General Marquês de Alorna e o General Pamplona - aproximaram-se das muralhas e conseguiram conversar com alguns oficiais e soldados. Aconselharam-nos a renderem-se pois Wellington iria fazer com eles o mesmo que fez com Ciudad Rodrigo (Wellington não socorreu aquela cidade porque, tendo um exército numericamente inferior ao dos franceses, não o queria arriscar numa batalha em campo aberto). O desânimo que se tinha apoderado de muitos após a explosão dos paióis fez com que prestassem atenção aos oficiais de Massena.
Para se reunirem com Massena, foram escolhidos o Major de Artilharia Fortunato José Barreiros e o Capitão Pedro de Melo. O Major Barreiros não quis regressar a Almeida. Pelo contrário, relatou aos franceses as dificuldades que a praça enfrentava. As condições que Cox propunha para a rendição não foram aceites por Massena e, pelas 19H00 do dia 27, o bombardeamento recomeçou. 
O Tenente-Rei de Almeida - Bernardo da Costa, acompanhado por alguns oficiais portugueses, comunicaram ao governador, o Coronel Cox, que consideravam que não existiam condições de resistência e que, por isso, deveria ser reunido um conselho de guerra para ser analisada a situação e estudar a proposta a enviar a Massena. Cox não encontrou outra alternativa e o conselho reuniu de imediato. Nessa mesma noite de 27 de Agosto, foi enviada a André Masséna a proposta de rendição. Cerca das 23H00 foi anunciada a capitulação.
Massena garantiu, nos termos da rendição, que as tropas regulares seriam enviadas para França como prisioneiros de guerra e os militares dos três regimentos de milícias seriam autorizados a regressar a casa após assumirem o compromisso de não voltarem a prestar serviço militar durante a guerra. A guarnição saiu da praça no dia 28 de manhã e o acordo de capitulação foi imediatamente quebrado: Massena encarregou o Marquês de Alorna e o General Pamplona de os aliciarem para entrarem ao serviço de França. Aos oficiais foi prometido manterem o seu posto. Quase todas as tropas regulares e cerca de 600 milicianos concordaram em alistar-se. Alorna conseguiu organizar uma brigada com três batalhões que tomou a designação de Segunda Legião Portuguesa. 
‘’Mas as intenções destes "dóceis" recrutas eram realmente diferentes do que Masséna supunha! Tinham trocado a sua lealdade meramente para escaparem serem enviados para França, e enquanto eram deixados sem vigilância nos três dias seguintes, fugiram em bandos de 200 e 300 ao mesmo tempo, oficiais e outros, e prontamente se apresentaram nos postos de Wellington e Silveira, durante uma semana. Os Franceses, desenganados tardiamente, desarmaram os que restavam no campo, que foram enviados para França, juntamente com Cox e meia dúzia de oficiais que lealmente tinham recusado aceitar as ofertas de Alorna.‘’
Wellington tinha de alguma forma ficado alarmado, aquando das primeiras notícias da adesão da guarnição à causa Francesa. Cedo deixaria de estar desapontado na medida que, gradualmente, as tropas acorreram ao seu acampamento. Ficara com dúvidas, perante a honra militar, aceitar ao serviço estes perjúros mas Patrióticos soldados. Prontamente receberia uma proclamação da Regência, aprovando e readmitindo os soldados aos seus anteriores lugares no Exército(nas notas de rodapé 321, transcrito do diário de Urbano, reporta a entrada de 450 homens e 18 oficiais do 24º que voltaram a 2 e 4 de Setembro ao posto de comando de Silveira, e em maior número ainda, ao de Wellington).
Relativamente ás ocorrências do dia 27, e quanto aos oficiais que pressionaram Cox à rendição, e ao Major Barreiros que desertou, os nomes desses oficiais foram juntos aos que serviam no estado-maior de Massena durante esta campanha, na acusação que foi apresentada à chamada Junta de Inconfidência. Todos foram considerados culpados de traição e condenados à morte a 22 de Dezembro de 1810. Só dois daqueles oficias foram capturados e executados: João de Mascarenhas, ajudante de campo de Alorna, e Bernardo da Costa - o Tenente-Rei da praça de Almeida. 
Durante o cerco, a guarnição perdeu cerca de 600 homens, a maior parte durante a explosão dos paióis. Os franceses tiveram 58 mortos e 320 feridos, alguns atingidos por pedras durante aquela explosão. Para Massena estava aberto o caminho para Lisboa. No entanto, dentro de um mês, teve de enfrentar o exército de Wellington na Batalha do Buçaco. 